# Juine
Die Juine ist ein Fluss in Frankreich, der in den Regionen Centre-Val de Loire und Île-de-France verläuft. Sie entspringt im Gemeindegebiet von Autruy-sur-Juine, entwässert generell in nordöstlicher Richtung durch ein dicht besiedeltes Gebiet im Großraum von Paris und mündet nach rund 53 Kilometern gegenüber von Ballancourt-sur-Essonne als linker Nebenfluss in die Essonne.
Auf ihrem Weg berührt die Juine die Départements Loiret und Essonne sowie den Regionalen Naturpark Gâtinais français.

## Orte am Fluss
- Autruy-sur-Juine
- Méréville (Gemeinde Le Mérévillois)
- Saclas
- Étampes
- Morigny-Champigny
- Étréchy
- Auvers-Saint-Georges
- Chamarande
- Janville-sur-Juine
- Lardy
- Bouray-sur-Juine
- Itteville
- Saint-Vrain